# 環礁

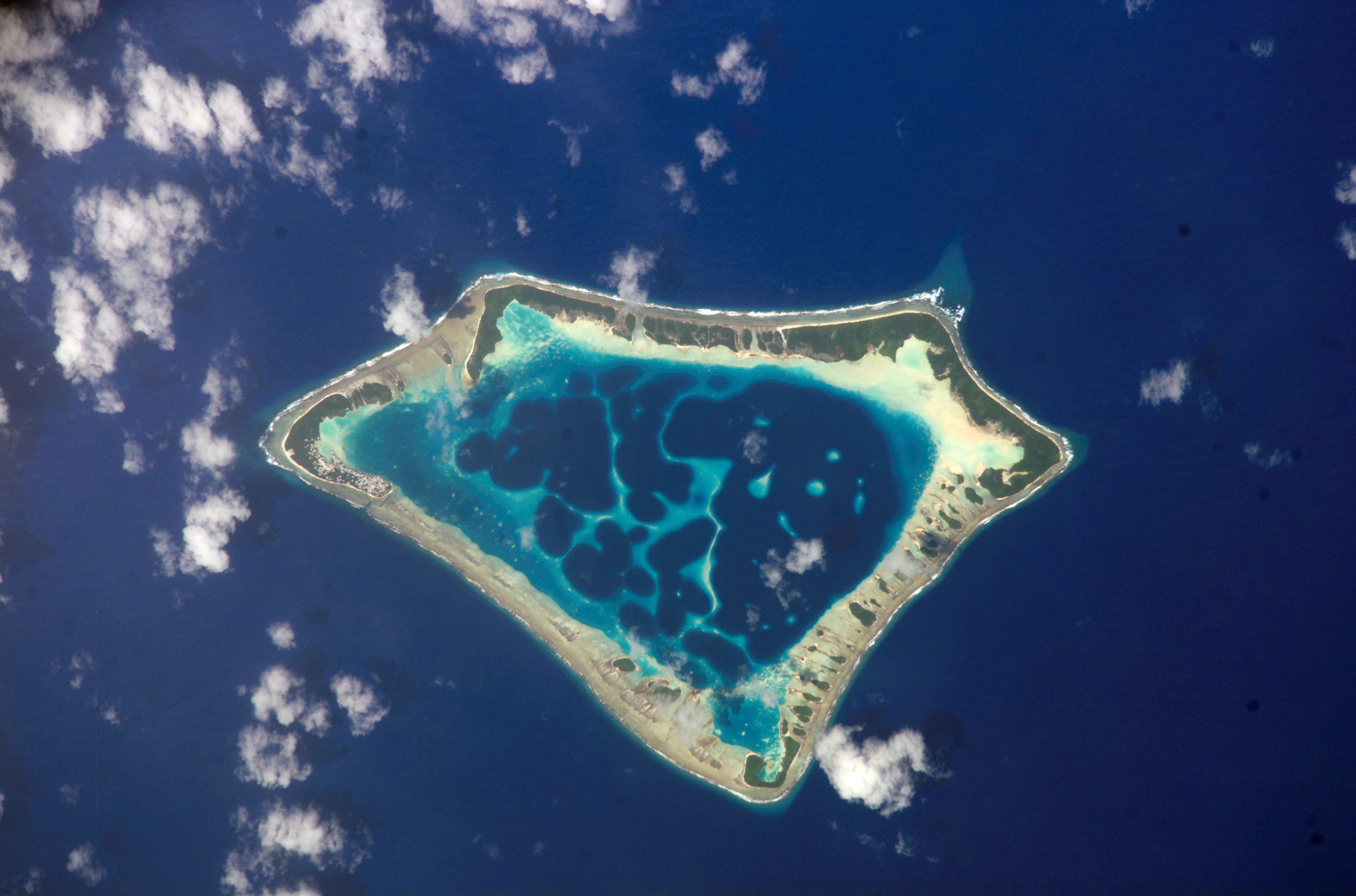
環礁の例（アタフ島）

環礁（かんしょう、英：atoll）は、環状に形成される珊瑚礁のことである。

## 概要

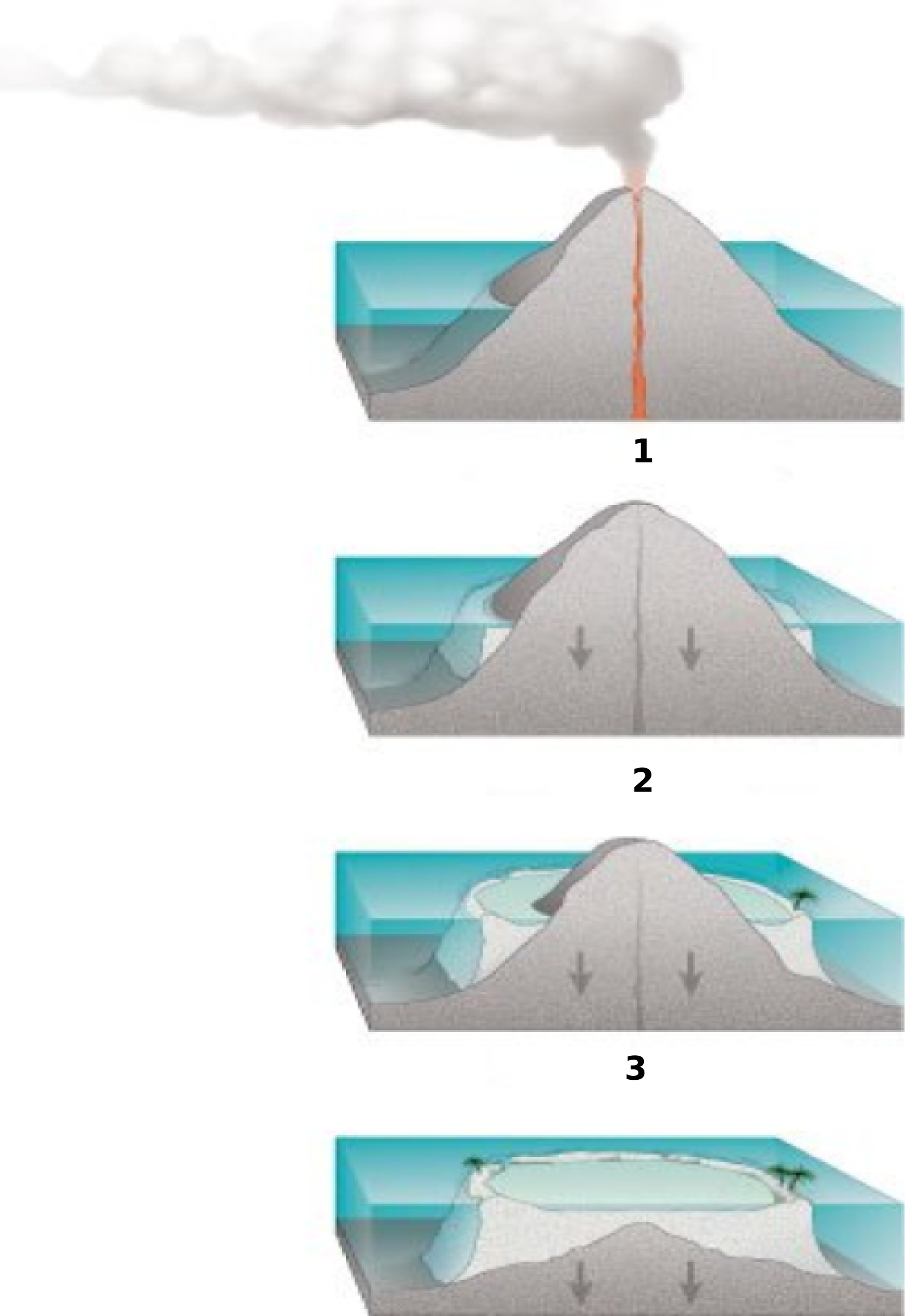
チャールズ・ダーウィンの沈降説による環礁の形成過程。1) 火山島ができた後、2) 島の周囲にサンゴ礁が形成され（裾礁＝きょしょう）、3) やがて島が沈降するに従いサンゴ礁だけは上に成長して島を環状に囲み（堡礁＝ほしょう）、4) ついに島が海面下に没してサンゴ礁で囲まれた礁湖（ラグーン）が残る。

環礁アニメーション

主に亜熱帯に分布している。最も北にある環礁は北西ハワイ諸島のクレ環礁である。また、最も南にある環礁はタスマン海にあるエリザベス礁である。
環状の礁の部分と、環礁内部の礁湖で構成される。環状の礁の外形は、大きいもので数十キロメートル、環の幅は広いもので数百メートルあり島を形成することがある。環は円になるとは限らず様々な形状をしており、水面に現れる部分が環状に点在するケースが多い。礁湖の海水が満潮時と干潮時に外洋に出入りする自然にできた水道（礁門）があり、船舶が礁湖に出入りできることが多い。モルディブなどは環礁で形成されている国として知られている。
形成過程については、チャールズ・ダーウィンが唱えた沈降説によって説明できる。すなわち、まず熱帯の火山島の周囲に珊瑚礁が形成される。その後、火山島が沈降することにより、珊瑚礁のみが上方に成長、中央の火山島が完全に海面下になると、環状の珊瑚礁のみが海面に残る。現在では、沈降の原因はプレート運動で説明される。したがって、環礁は海洋プレート上の、ホットスポットから離れた周辺部で、しかも低緯度の地域に存在する。
環礁上に形成される島を、環礁州島又は州島と言う。珊瑚礁のみで形成されているため、州島の標高は低く、高いところでも数メートルである。礁湖の水深は50 - 80mであるが、礁の外縁の海底は急崖となっており、海岸よりさほど遠くないところで、水深4,000 - 6,000mの大洋底になっていることも珍しくない。礁湖の深さについては氷河制約説がその説明に使われる。
なお、環礁が大きく隆起すれば、周囲を絶壁で囲まれ、中央にくぼみのある島になる。これを隆起環礁といい、南大東島・北大東島などがその例である。

## 礁の利用
礁湖は、礁に囲まれた広大な水面を提供するため、艦船の避泊地として利用されてきた。第二次世界大戦がはじまる前から、日本海軍はトラック島などを根拠地として利用していた。戦後、日本の敗戦に伴い撤退している。第二次世界大戦末期、太平洋における制海権を握り、太平洋を飛び石作戦で西進するアメリカ軍は、日本を攻めるために、その根拠地をウルシー環礁に求めた。
大戦後はリゾート・観光地としての利用が多い。
北半球の国々は、大戦前にこれらの島々を自国領としており、戦後の冷戦の時代に自国の大都市から遠く隔絶したこれらの島々をしばしば核実験の場（アメリカ：ビキニ環礁、エニウェトク環礁、フランス：ムルロア環礁、ファンガタウファ環礁、イギリス：キリスィマスィ島）として用いた。そのため核関連の用語として、ニュースや文献に頻出する。

## 環礁での生活
軍事基地・観光・援助によって生活している地区を除けば、礁湖や外洋における漁業によるものがほとんどである。陸地が少ないため、農業には向かず、また山地がないために清水の確保には雨水の利用が重要となる。

## 大規模な環礁
| 名称                                           | 位置                                                  | 所在地                       | 面積 (km2) | 備考                                            |
| ---------------------------------------------- | ----------------------------------------------------- | ---------------------------- | ---------- | ----------------------------------------------- |
| グレートチャゴスバンク                         | 南緯6度10分 東経72度00分 / 南緯6.17度 東経72.00度     | インド洋                     | 12,642     | 陸地 4.5 km2                                    |
| リード堆                                       | 北緯11度27分 東経116度54分 / 北緯11.45度 東経116.90度 | 南沙諸島                     | 8,866      | 陸地なし、最浅部 9 m                            |
| マックルズフィールド堆                         | 北緯16度00分 東経114度30分 / 北緯16.00度 東経114.50度 | 南シナ海                     | 6,448      | 陸地なし、最浅部 9.2 m                          |
| ノースバンク（サヤデマルハバンク）             | 南緯9度04分 東経60度12分 / 南緯9.07度 東経60.20度     | インド洋                     | 5,800      | 陸地なし、最浅部 <10 m                          |
| ロザリンドバンク                               | 北緯16度26分 西経80度31分 / 北緯16.43度 西経80.52度   | カリブ海                     | 4,500      | 陸地なし、最浅部 7.3 m                          |
| ティラドゥンマティ環礁・ミラドゥンマドゥル環礁 | 北緯6度44分 東経73度02分 / 北緯6.73度 東経73.04度     | モルディブ諸島               | 3,850      | 二つの名称があるが、一つの環礁構造。陸地 51 km2 |
| チェスターフィールド諸島                       | 南緯19度21分 東経158度40分 / 南緯19.35度 東経158.66度 | ニューカレドニア             | 3,500      | 陸地 <10 km2                                    |
| フヴァドゥ環礁                                 | 北緯0度30分 東経73度18分 / 北緯0.50度 東経73.30度     | モルディブ諸島               | 3,152      | 陸地 38.5 km2                                   |
| チューク諸島                                   | 北緯7度25分 東経151度47分 / 北緯7.42度 東経151.78度   | カロリン諸島                 |            | [ 3 ]                                           |
| サバラナ諸島                                   | 南緯6度45分 東経118度50分 / 南緯6.75度 東経118.83度   | フローレス海                 | 2,694      |                                                 |
| リウー礁                                       | 南緯17度25分 東経151度40分 / 南緯17.42度 東経151.67度 | コーラル・シー諸島           | 2,529      | 陸地 1 km2                                      |
| Bassas de Pedro                                | 北緯13度05分 東経72度25分 / 北緯13.08度 東経72.42度   | ラクシャドウィープ連邦直轄領 | 2,474.33   | 陸地なし、最浅部 16.4 m                         |
| アーデェイジアー礁                             | 北緯7度43分 東経114度15分 / 北緯7.71度 東経114.25度   | 南沙諸島                     | 2,347      | Cay on the south side?                          |
| クェゼリン環礁                                 | 北緯9度11分 東経167度28分 / 北緯9.19度 東経167.47度   | マーシャル諸島               | 2,304      | 陸地 16.4 km2                                   |
| Diamond Islets Bank                            | 南緯17度25分 東経150度58分 / 南緯17.42度 東経150.96度 | 珊瑚海                       | 2,282      | 陸地 <1 km2                                     |
| ナモヌイト環礁                                 | 北緯8度40分 東経150度00分 / 北緯8.67度 東経150.00度   | カロリン諸島                 | 2,267      | 陸地 4.4 km2                                    |
| アリ環礁                                       | 北緯3度52分 東経72度50分 / 北緯3.86度 東経72.83度     | モルディブ諸島               | 2,252      | 陸地 69 km2                                     |
| マロ環礁                                       | 北緯25度25分 西経170度35分 / 北緯25.42度 西経170.59度 | 北西ハワイ諸島               | 1,934      |                                                 |
| ランギロア環礁                                 | 南緯15度08分 西経147度39分 / 南緯15.13度 西経147.65度 | トゥアモトゥ諸島             | 1,762      | 陸地 79 km2                                     |
| コルマドゥル環礁                               | 北緯2度22分 東経73度07分 / 北緯2.37度 東経73.12度     | モルディブ諸島               | 1,617      | 陸地 79 km2                                     |
| 北マレ環礁                                     | 北緯4度25分 東経73度30分 / 北緯4.42度 東経73.50度     | モルディブ諸島               | 1,565      | 陸地 69 km2                                     |
| オントンジャワ環礁                             | 南緯5度16分 東経159度21分 / 南緯5.27度 東経159.35度   | 南西太平洋                   | 1500       | 陸地 12 km2                                     |